# Stomphastis horrens
Stomphastis horrens är en fjärilsart som först beskrevs av Edward Meyrick 1932.  Stomphastis horrens ingår i släktet Stomphastis och familjen styltmalar.
Artens utbredningsområde är Etiopien. Inga underarter finns listade i Catalogue of Life.